# Isotomodella psammophila
Isotomodella psammophila är en urinsektsart som beskrevs av Potapov och Sophya K. Stebaeva 2002. Isotomodella psammophila ingår i släktet Isotomodella och familjen Isotomidae. Inga underarter finns listade i Catalogue of Life.